# Paracladycnis vis
Paracladycnis vis is een spinnensoort in de taxonomische indeling van de kraamwebspinnen (Pisauridae).
Het dier behoort tot het geslacht Paracladycnis. De wetenschappelijke naam van de soort werd voor het eerst geldig gepubliceerd in 1979 door Blandin.